# Новое Узкое
Новое Узкое (Малое Узкое) — деревня в Дубровском районе Брянской области, в составе Сещинского сельского поселения. Расположена в 9 км к северо-западу от посёлка Сеща, в 1 км от границы со Смоленской областью. Население — 5 человек (2010).
Возникла во второй половине XIX века при железнодорожном разъезде Узкий (ныне — платформа Узкое) на линии Брянск—Рославль. До 1929 года в Рославльском уезде Смоленской губернии (Радичская, с 1924 Сещинская волость). С 1929 в Дубровском районе; до 1959 года в Узщанском сельсовете.
| Годы      | 1904 | 1979 | 1989 | 2002 | 2010 |
| --------- | ---- | ---- | ---- | ---- | ---- |
| Население | 116  | 25   | 7    | 9    | 5    |